# 朝鲜战争1952年秋季战役
朝鲜战争1952年秋季战役，中华人民共和国亦称“抗美援朝战争1952年秋季战术反击”或“抗美援朝战争1952年秋季反击作战”，是朝鲜战争中双方发生的战役。
战役第一阶段为9月18日－10月5日，第二阶段为10月6日－10月31日。中朝方官方数据是缴获各种火炮32门、枪2373支，击毁各种火炮57门、坦克67辆、汽车74辆，击落飞机183架，击伤241架。